# Mali ditrigonalni dodekakronski heksekontaeder
| Mali ditrigonalni dodekakronski heksekontaeder            | Mali ditrigonalni dodekakronski heksekontaeder         |
| --------------------------------------------------------- | ------------------------------------------------------ |
|                                                           |                                                        |
| Vrsta                                                     | zvezdni polieder                                       |
| Elementi                                                  | F = 60, E = 120, V =44 ({\displaystyle \chi \,} = -16) |
| Grupa simetrije                                           | Ih, [5,3], *532                                        |
| Indeksi                                                   | DU43                                                   |
| mali ditrigonalni dodeciikozidodekaeder (dualni polieder) |                                                        |

Mali ditrigonalni dodekakronski heksekontaeder je nekonveksen izoederski polieder. Je dualno telo uniformnega  malega ditrigonalnega dodeciikozidodekaedra. Na pogled je enak kot mali dodeciikozakron.

## Vir
- Wenninger, Magnus (1983), Dual Models, Cambridge University Press, ISBN 978-0-521-54325-5, MR730208